# Matze Knop

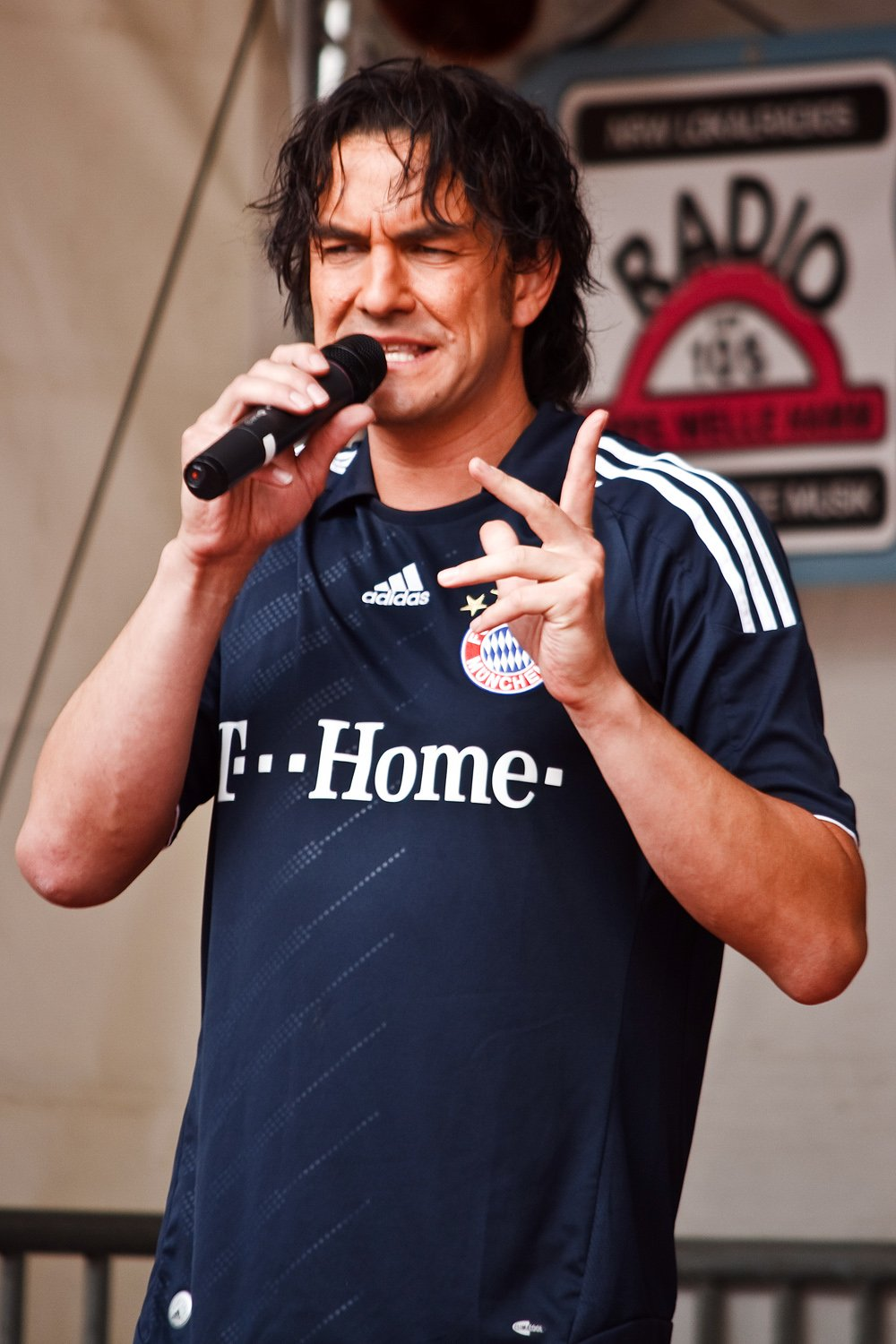
Knop caracterizado como el futbolista italiano Luca Toni.

Matthias Knop (Lippstadt, Renania del Norte-Westfalia; 11 de noviembre de 1974), conocido con los sobrenombres artísticos de Matze Knop y Richie, es un humorista, presentador, cantante, actor e imitador alemán

## Biografía
Knop comenzó su carrera en los medios en Radio Bielefeld. Estudió Periodismo en la Universidad de Dortmund. Empezó a ganar popularidad con su papel de Richie en radios locales de Renania del Norte-Westfalia. Hasta 2009 seguiría presentando diversos programas en Radio NRW, entre ellos Peppers - Das Comedycamp. A finales de los 90 se hizo más conocido al conseguir introducir varias canciones humorísticas en las listas de ventas alemanas. Fue el doblador de Adam Sandler al alemán en la película de 1998 The Waterboy. Trabajó en la producción televisiva Die Märchenstunde, de ProSieben. Durante la Copa Mundial de Fútbol de 2006 se hizo famoso en Alemania por su imitación de Franz Beckenbauer en el programa de Oliver Pocher Pocher zu Gast in Deutschland. Durante los años posteriores amplió su repertorio de imitaciones, con las que apareció en multitud de programas de televisión. En 2007 presentó el show Clipfish TV en la RTL. También actúa a menudo en hr-fernsehen, cadena del estado de Hesse.
En los últimos años, 250.000 espectadores han acudido a las actuaciones en vivo de Knop. Desde 2009 está de gira con su espectáculo Operation Testosteron.
Paralelamente, cada semana publica gags humorísticos en la edición digital del diario Bild, que incluyen imitaciones de personajes como Beckenbauer o Diego Armando Maradona.